# Балтийское герцогство
Балти́йское ге́рцогство (нем. Vereinigtes Baltisches Herzogtum) — связанное личной унией с Пруссией государство, провозглашённое после заключения Брест-Литовского мира в 1918 году остзейскими немцами при поддержке оккупационной германской армии на части территории бывшей Российской империи (земли современных Эстонии и Латвии, исключая восточную её часть — Латгалию).

## История
Община балтийских немцев (остзейцев) с XVIII века демонстрировала лояльность российским императорам. Многие её представители занимали высокие посты в российской политической и военной иерархии. Даже начало Первой мировой войны, хотя Россия теперь и выступила против Германии, существенно не повлияло на настроения прибалтийских немцев, особенно дворян. Ситуация стала меняться после оккупации части Прибалтики германскими войсками и особенно после Февральской революции.
В России к власти пришли социалисты, которые ликвидировали привилегии дворян, а также призвали поделить их земли. Всё больше прибалтийских немцев переориентируется на Германию, под защитой которой они надеялись сохранить своё прежнее влияние. Когда 3 сентября 1917 года германская армия заняла Ригу, местные немцы встретили её с восторгом.
18 января 1918 года германская делегация на мирных переговорах сообщила Советской России о своих территориальных притязаниях, требуя обширные области на востоке — в том числе и российские прибалтийские губернии. Неполных две недели спустя, 28 января 1918 года в Стокгольме остзейский дворянин Генрих фон Штрик передал представителю Советской России Вацлаву Воровскому декларацию о независимости немецких дворянских собраний Курляндии, Лифляндии и Эстляндии. Остзейцы обвиняли Россию в нарушении Ништадтского мирного договора 1721 года и пытались добиться создания немецкого балтийского государства под протекторатом Германии.
18 февраля 1918 года германская армия после трёхмесячного перерыва возобновила военные действия на Восточном фронте. Распавшаяся русская армия была не способна оказать серьёзное сопротивление, и в течение десяти дней Германия заняла всю территорию Латвии. Германское наступление уничтожило так называемую Республику Исколата.
После подписания Брест-Литовского мира, закрепившего отделение части Прибалтики от Советской России, 8 марта 1918 года курляндский ландтаг, состоявший из остзейских немцев, объявил о воссоздании Курляндского герцогства на территории бывшей Курляндской губернии. 15 марта германский император Вильгельм II подписал акт о признании Курляндского герцогства самостоятельным государством.
12 апреля 1918 года в Риге Совет балтийских земель (объединённый ландесрат Лифляндии, Эстляндии, города Риги и острова Эзель) объявил о создании Соединённого Балтийского герцогства (при этом Курляндское герцогство вошло в его состав), об отделении входящих в него земель от России и установлении личной унии Балтийского герцогства с Королевством Пруссия. Советское правительство в ноте от 26 мая 1918 года заявило о непризнании этого решения.
27 августа 1918 года в Берлине было заключено дополнительное соглашение к Брест-Литовскому миру, по которому РСФСР фактически отказывалась от власти над Эстляндией и Лифляндией.
22 сентября 1918 года германский император признал независимость Балтийского герцогства. В октябре 1918 года рейхсканцлер Максимилиан Баденский отдал распоряжение о передаче управления Балтийским герцогством от военных в руки гражданской администрации. 5 ноября 1918 года формальным главой объединённого герцогства со столицей в Риге стал Адольф Фридрих Мекленбург-Шверинский. На время отсутствия герцога властные полномочия должен был осуществлять Балтийский регентский совет из 10 человек (его возглавил барон Адольф Пилар фон Пильхау).

### Ликвидация Балтийского герцогства
После начавшейся в Германии 9 ноября 1918 года Ноябрьской революции, причиной которой было поражение Германии в Первой мировой войне, военный министр провозглашённой немецкими революционерами Веймарской республики отдал приказ о выводе поддерживавших Балтийское герцогство частей германской армии из Прибалтики.
18 ноября 1918 года Народным советом Латвии, представлявшим ряд латвийских партий и общественных организаций, была провозглашена независимость Латвийской Республики.
25 ноября 1918 года Германия признала Народный совет и Временное правительство Латвии. 28 ноября 1918 года Балтийский регентский совет сложил свои полномочия, и Балтийское герцогство прекратило своё существование.